# Philine Fischer
Philine Fischer (geb. Franke; verh. Fischer-Sannemüller; * 1. Februar 1919 in Leipzig; † 22. Januar 2001 ebenda) war eine deutsche Opernsängerin (Sopran), die auch als Oratorien- und Konzertsängerin hervortrat. In Halle avancierte sie zur Primadonna und trug maßgeblich zur Händel-Renaissance der 1950er Jahre bei. Sie interpretierte vierzehn Händel-Opern, womit sie bis heute zur Weltspitze gehört. Insgesamt sang sie 85 Opernpartien. Fischer war Seniorin der Musikerfamilie Fischer-Sannemüller-Krumbiegel.

## Leben

### Herkunft und Gesangsstudium

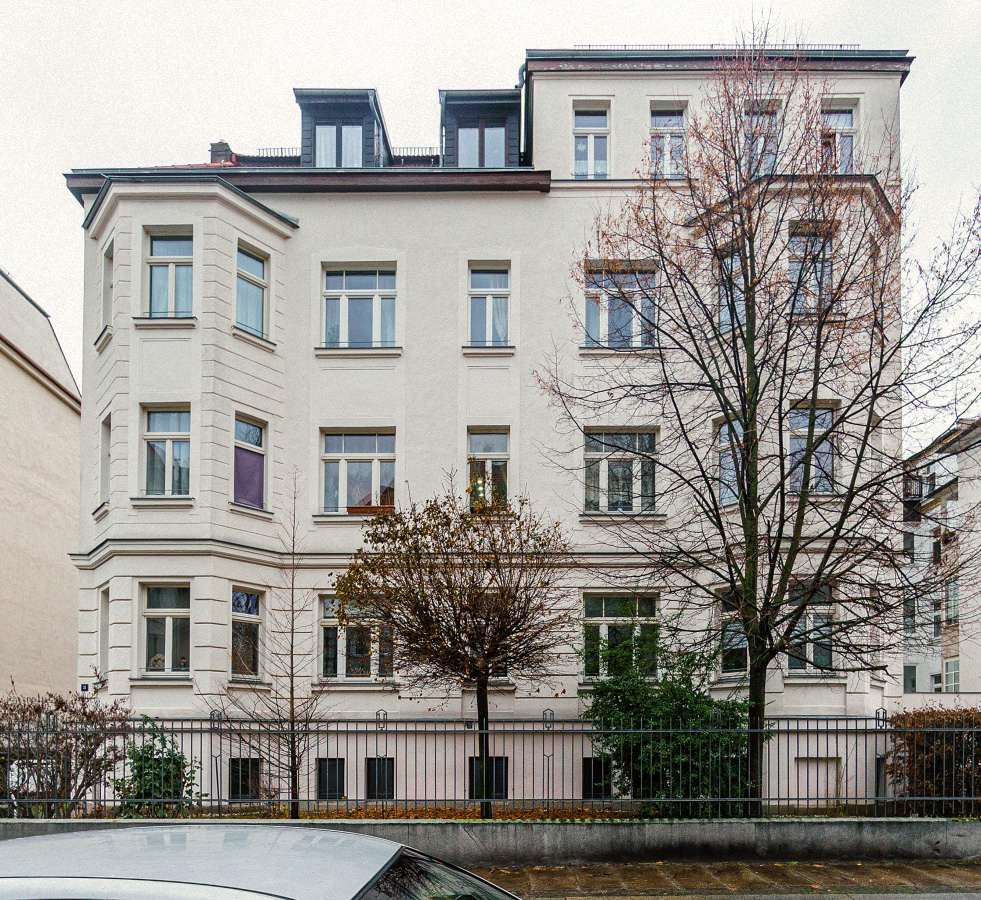
Wohnadresse ab 1919 (Robert-Volkmann-Straße 3, Leipzig-Reudnitz)

Philine Fischer wurde 1919 als eine von drei Töchtern Bibliothekars Arno Franke (1888–1953), der in der Deutschen Bücherei in Leipzig arbeitete, und dessen Frau Elisabeth Franke, geborene Walther (1889–1956), geboren. Sie entstammte einem christlichen Elternhaus, in dem Hausmusik gepflegt wurde. Zur Förderung der dialektfreien Sprache und Bewegung besuchte sie ab dem zehnten Lebensjahr gemeinsam mit einer Schwester die von Martel Schmidt geleitete „Schule für Wort, Klang und Bewegung“. Als 15-Jährige nahm sie an einer Eignungsprüfung am Alten Theater Leipzig teil, wo ihr musikalische Begabung attestiert wurde.
Nach der Schule absolvierte sie von 1936 bis 1941 mit einer Freistelle ein Gesangsstudium am Landeskonservatorium der Musik zu Leipzig. Dieses begann sie bei der Gesangslehrerin Ilse Helling-Rosenthal, sie wechselte dann aus Unzufriedenheit zu Fritz Polster. Später wurde sie von der Kammersängerin Erna Westenberger unterrichtet, die sie von ihrem Engagement in Leipzig kannte. Noch während ihres Studiums, ab 1938, trat sie als Oratoriensängerin in Erscheinung u. a. sang sie in Haydns Schöpfung und Strauss’ Deutscher Motette. In Leipzig arbeitete sie u. a. mit ihren ehemaligen Lehrern, dem Thomaskantor Karl Straube, dem Geiger Walther Davisson und dem österreichischen Komponisten Johann Nepomuk David zusammen. Nach der Geburt ihrer Tochter 1941 holte sie an der Städtischen Oper Berlin ihre Reifeprüfung als Opernsängerin nach.

### Beginn der Opernkarriere
Ungefähr zehn Jahre lang war sie, bestärkt durch ihren ersten Mann, einem Kirchenmusiker und Straube-Schüler, als Oratorien- und Konzertsängerin tätig. Eine gemeinsame Konzertreise führte sie nach Schweden. Ihre erste Matthäus-Passion interpretierte sie 1940 in der Jakobskirche in Stettin. 1942 wurde Fischer bei einer szenischen Aufführung von Bachs Kaffeekantate von einem Künstleragenten entdeckt. Er bot ihr Engagements in Düsseldorf, Hamburg und Frankfurt am Main an, was Fischer aufgrund der anhaltenden alliierten Luftangriffe auf deutsche Großstädte ausschlug. Ihr Bühnendebüt als Micaela in Bizets Carmen führte sie 1944 als Opernsängerin für eine Spielzeit an das Oldenburgische Staatstheater.
Bei Kriegsende zog sie mit ihren Töchtern nach Leipzig, wo sie für ein hallesches Unternehmen Muffe nähte. Nach zwei Wochen in Leipzig meldete sie sich auf eine Annonce und sang am 2. August 1945 im ersten Nachkriegskonzert des Gewandhausorchesters und Gewandhauschores unter Gewandhauskapellmeisters Hermann Abendroth in der Thomaskirche zu Leipzig das Sopransolo in dem Händel-Oratorium Messiah. Dort anwesend waren auch Intendant Hans Schüler, Generalmusikdirektor Paul Schmitz und Kammersängerin Margarete Bäumer, die sie für das Ensemble der Oper Leipzig gewinnen wollten. Zunächst zögerte Fischer, nahm dann aber wegen des Weggangs Abendroths nach Weimar 1946 ihre Tätigkeit in Leipzig auf.

### Engagement an der Oper Leipzig

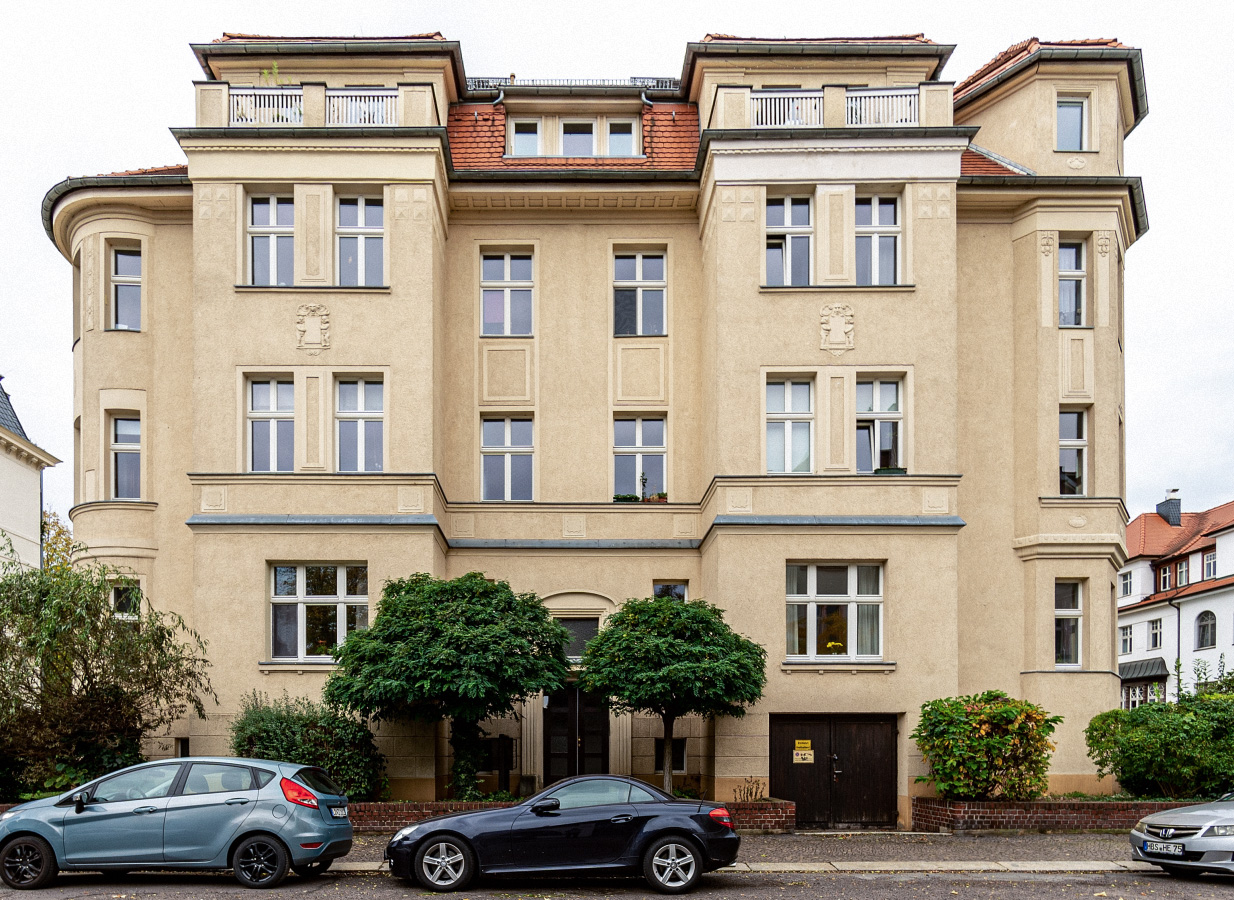
Wohnadresse 1948 (Fechnerstraße 15, Leipzig-Neustadt)

Bis 1952 war Fischer als Solistin an der Oper Leipzig engagiert, die seinerzeit in der Interimsspielstätte im Haus Dreilinden residierte. Als Aushilfsorchester für die Oper fungierte das Leipziger Sinfonie-Orchester, mit dem sie solistisch zusammenarbeitete. Kapellmeister Helmut Leo bereitete sie gleich zu Beginn auf das Ännchen in Webers Freischütz vor, der von dem Göttinger Regisseur Hanns Niedecken-Gebhard inszeniert wurde. Im Anschluss trat sie als Marie in Smetanas Verkaufter Braut auf. Insgesamt war sie in Leipzig an ca. 25 Opern beteiligt. Hervorzuheben ist insbesondere ihre Rolle 1947 als Euridyke in Glucks Orfeo ed Euridice, welche die erste Inszenierung der international bekannten Choreografin Mary Wigman darstellte. Außerdem hatte Fischer 1949 die Hauptrolle in der Uraufführung der Oper Die Laune des Verliebten nach Goethe von Erwin Dressel inne.

### Hallesche Primadonna
Der hallesche Theaterregisseur Heinz Rückert, vormals Oberspielleiter in Leipzig, holte sie 1952 in die Saalestadt. Obwohl das Haus kleiner war als Leipzig, fühlte sich Fischer von den dort auf sie wartenden Händel’schen Herausforderungen angezogen. Sie wurde an den Städtischen Bühnen Halle engagiert und trat bei den regelmäßig stattfindenden Händel-Festspielen auf. Sie erarbeitete sich einen internationalen Ruf als Interpretin der Solopartien in den Opern des Barockkomponisten. In ihrem Nachschlagewerke von 1956 schrieben ihr Herbert A. Frenzel und Hans Joachim Moser einen „jugendlich dramatischen Sopran“ zu. Für Karin Zauft sang sie „mit bestechender Klarheit, äußerst präzise im Stimmansatz, mit einer prägnanten, ausdrucksvollen Deklamation. Dabei verfügte sie über einen enormen Stimmumfang, der sowohl in den höchsten Koloraturpassagen als auch in einer voluminösen Mittellage zum Tragen kam.“ Insgesamt sang sie in Halle (und Lüdenscheid) 14 Händel-Partien. Zu ihren Sängerkollegen in Halle gehörten u. a. Rolf Apreck, Werner Enders, Margarete Herzberg, Kurt Hübenthal, Hellmuth Kaphahn und Günther Leib. Im Jahr 1953 übernahm sie die Titelrolle in der in Vergessenheit geratenen Oper Deidamia. Höhepunkte ihrer Arbeit in Halle waren die Inszenierungen von Radamisto (1955) und von Poro (1956). Das Opernensemble war u. a. Gast an der Hamburgischen Staatsoper und der Deutschen Staatsoper Berlin.
Mit ihrem Wirken begründete Fischer die „Händel-Renaissance“ in Halle mit, wobei sie eng mit dem Regisseur Heinz Rückert, dem Generalmusikdirektor Horst-Tanu Margraf und Bühnenbildner Rudolf Heinrich zusammenarbeitete. Sie waren vom realistischen Musiktheater Walter Felsensteins geprägt. Fischer berichtete: „Uns ging es darum, die nach Kriegsende herrschende große Theaterbegeisterung breiter Kreise der Bevölkerung […] auszunutzen, um den normalen Opernbesucher auch für die Schönheit der Händel-Oper zu begeistern. Wir wollten, daß die Händel-Oper nicht nur von einem elitären Publikum, sondern auch vom Mann auf der Straße verstanden wird. Das Singen in deutscher Sprache, die Verdeutlichung des Inhalts und Gehalts der Arien durch deren Durchtextierung erleichterte dem Publikum das Verständnis der Handlung.“ Für die Musikwissenschaftlerin Karin Zauft (2019) „verkörperte [Philine Fischer] die Generation des Aufbruchs, der neuen Wege und der Hingabe an die verpflichtende moralische Mission des Theaters – nicht nur der Händel-Oper“. Auch im Ausland wurde ihre Arbeit gewürdigt, etwa von Everett Helm sowie den Händelforschern Otto Erich Deutsch und William C. Smith. 1967 sang Fischer als Agrippina in der durch Renate Oeser inszenierten gleichnamigen Oper ihre letzte Händel-Partie.
Fischer hielt sich in der DDR politisch zurück. Dennoch war sie Mitglied des Zentralvorstandes der Gewerkschaft Kunst im FDGB und wurde im Oktober 1963 auf Vorschlag des Kulturbundes als Nachfolgekandidatin in die Volkskammer der Deutschen Demokratischen Republik gewählt.

## Rezeption in der bildenden Kunst

### Porträt von Fritz Freitag
1963/1964 schuf der hallesche Maler Fritz Freitag ein Rollenporträt Fischers als Zauberin in der Händel-Oper Amadigi. Es handelt sich um eine Öl-Mischtechnik auf Hartfaser. Er betitelte es mit Die Sängerin vor dem Auftritt. Das Gemälde befand sich 1985 im Bestand der Staatlichen Galerie Moritzburg, die heute als Kunstmuseum Moritzburg Halle (Saale) firmiert.
Noch 1964 wurde das Porträt durch eine Jury in die Ausstellung „Unser Zeitgenosse“ aufgenommen und in der Nationalgalerie Berlin vom 3. Oktober bis 31. Dezember durch das Ministerium für Kultur, die Deutsche Akademie der Künste und den Verband Bildender Künstler Deutschlands präsentiert. Vom 10. September bis 13. Oktober 1985 war das Werk anlässlich des Kongresses und der Weltmusikwoche des Internationalen Musikrates in der Neuen Berliner Galerie im Alten Museum vom Ministerium für Kultur, Zentrum für Kunstausstellungen der DDR exponiert. Vom 16. Mai bis 28. Juni 2009 wurde es in der Ausstellung der Oper Halle und des Halleschen Kunstvereins im Rangfoyer des Opernhauses Halle ausgestellt.

### Wonderful Women Wall
Seit 2021 wird sie im Rahmen des Urban-Art-Projekts „Wonderful Women Wall“ im Gleistunnel am Halle (Saale) Hauptbahnhof als eine von vierzehn weiblichen Persönlichkeiten der Stadt dargestellt.

## Familie

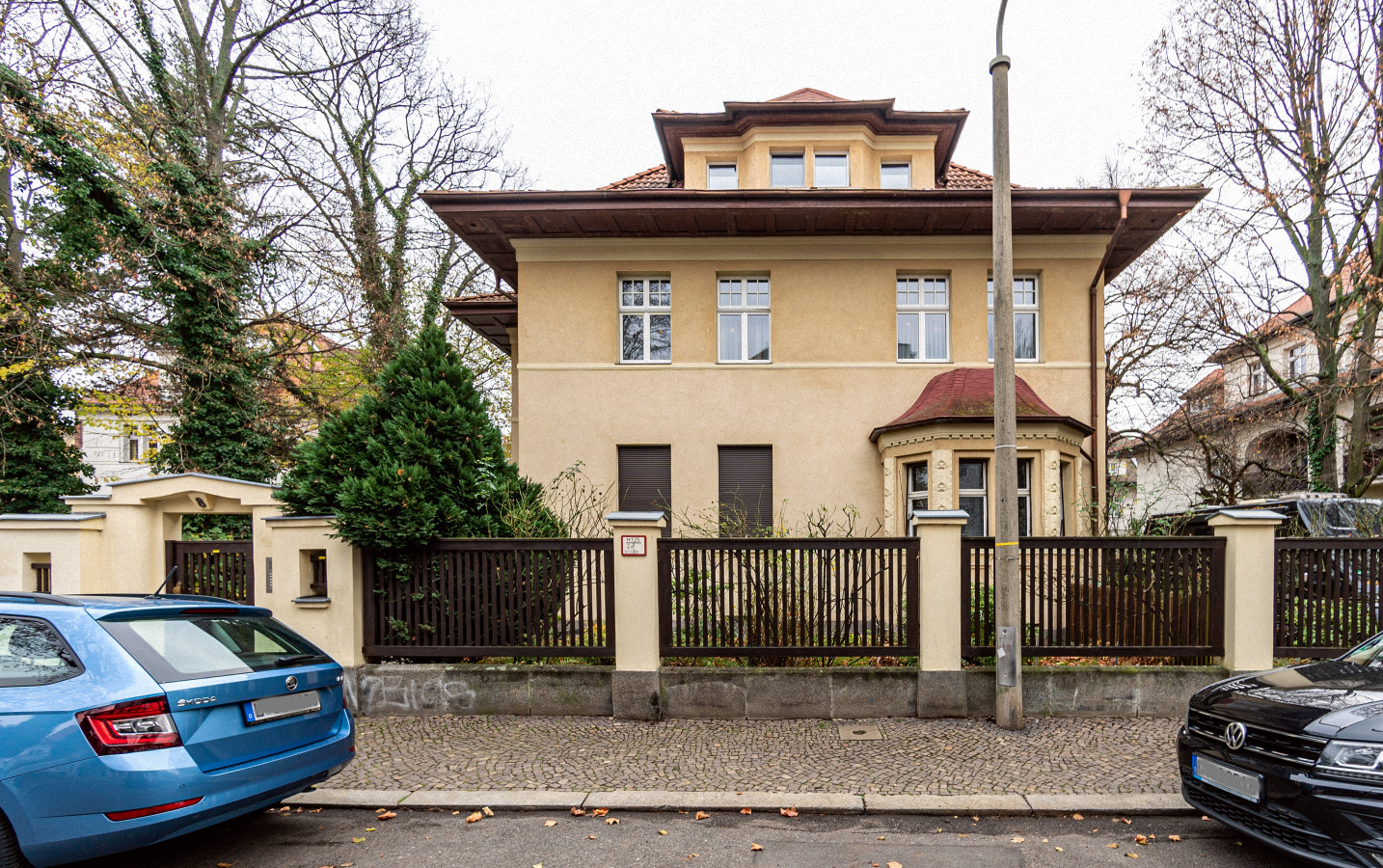
Spätere Wohnadresse (Kleiststraße 8, Leipzig-Gohlis) – ehemalige Villa des Fabrikbesitzers Georg Schumann

Philine Fischer war Seniorin der bekannten Leipziger Musikerfamilie Fischer-Sannemüller-Krumbiegel. In erster Ehe war sie mit dem Kantor Ulrich Fischer (1913–1993) verheiratet, den sie an der Leipziger Musikhochschule kennengelernt hatte. Ihre gemeinsame Tochter Cornelia Fischer ist die Mutter der Musiker Martin Krumbiegel (* 1963), Sebastian Krumbiegel (* 1966) und Susanne Krumbiegel. Aus ihrer zweiten Ehe, mit dem Gewandhaus-Konzertmeister Horst Sannemüller (1918–2001), ging der Bratschist Matthias Sannemüller (* 1951) hervor.
Sie hatte ihren Wohnsitz auch während ihres halleschen Engagements in Leipzig. So lebte sie ab 1919 in der Robert-Volkmann-Straße 3 (Reudnitz), von 1940 bis 1949 in der Meißner Straße 1 (Neustadt) und 1948 in der Fechnerstraße 15 (Gohlis) sowie danach in der Kleiststraße 8 (Gohlis). Zusammen mit ihrem zweiten Mann führte sie ein „großbürgerliches“ Leben. Nach schwerer Krankheit verstarb sie 2001 im Alter von 81 Jahren in Leipzig. Sie wurde auf dem Friedhof Gohlis des Evangelisch-Lutherischen Friedhofsverbandes Leipzig beigesetzt.

## Repertoire
Sie wirkte an folgenden Händel-Opernaufführungen mit (nach der Datenbank „Händel-Opern seit 1705“):
| Spielzeit | Operntitel                                  | HWV-Nr. | Inszenierung in Halle                                 | Premiere   | Partie                                                                |
| --------- | ------------------------------------------- | ------- | ----------------------------------------------------- | ---------- | --------------------------------------------------------------------- |
| 1952/53   | Deidamia                                    | 42      | 1. – Heinz Rückert (erste Wiederaufführung überhaupt) | 31.05.1953 | Deidamia                                                              |
| 1953/54   | Ezio                                        | 29      | 1. – Heinz Rückert                                    | 08.05.1954 | Fulvia                                                                |
| 1954/55   | Radamisto                                   | 12      | 1. – Heinz Rückert                                    | 12.06.1955 | Polissena                                                             |
| 1955/56   | Poro, Re dell´Indie (Poros)                 | 28      | 1. – Heinz Rückert                                    | 17.06.1956 | Cleofide / Mahamaya                                                   |
| 1957/58   | Tamerlano (Tamerlan)                        | 18      | 3. – Wolfgang Gubisch                                 | 22.04.1958 | Asteria                                                               |
| 1957/58   | Ottone, Re di Germania (Otto und Theophano) | 15      | 2. – Heinz Rückert                                    | 31.05.1958 | Teofane / Theophano (mit Susanne Sobotta, Neubesetzung ab 17.04.1960) |
| 1958/59   | Admeto, Re di Tessaglia (Admetos)           | 22      | 1. – Heinz Rückert                                    | 14.12.1958 | Antigona / Antigone                                                   |
| 1960/61   | Orlando                                     | 31      | 2. – Heinz Rückert                                    | 29.03.1961 | Angelica                                                              |
| 1961/62   | Siroe, Re di Persia (Siroe)                 | 24      | 1. – Heinz Rückert                                    | 21.01.1962 | Laodice / Laodike                                                     |
| 1962/63   | Amadigi di Gaula (Amadis)                   | 11      | 1. – Kurt Hübenthal                                   | 23.03.1963 | Melissa                                                               |
| 1964/65   | Publio Cornelio Scipione (Scipio)           | 20      | 1. – Heinz Rückert                                    | 15.05.1965 | Berenice                                                              |
| 1965/66   | Alcina                                      | 34      | 2. – Heinz Rückert                                    | 29.05.1966 | Alcina                                                                |
| 1966/67   | Agrippina                                   | 06      | 2. – Renate Oeser                                     | 04.06.1967 | Agrippina                                                             |

Darüber hinaus war sie in den 1950er und 1960er Jahren an der szenischen Aufführung von Acis and Galatea (Acis und Galatea) sowie den konzertanten Aufführungen von Il Parnasso in festa (Das Fest auf dem Parnass) und Muzio Scevola, Atto III beteiligt.
Ihr Repertoire aus 85 Opernpartien umfasste neben Händel-Partien u. a. auch die Pamina in Mozarts Zauberflöte, die Desdemona in Verdis Otello und die Eva in Wagners Meistersinger von Nürnberg. Als besonders wertvoll wird ihre Rolle unter der Regie von Heinz Runge in Janáčeks Jenůfa angesehen. Ihre letzte Rolle in Halle war am 23. November 1980 die der Herodias in Strauss’ Salome, womit sie in den Ruhestand trat.
Seit ihren Erfolgen 1945 führten sie Oratorien- und Passionsaufführungen durch ganz Deutschland. Zu ihren „Lieblingswerken“ gehörten Bachs Matthäus-Passion und Mozarts Große Messe in c-Moll. Gastspiele und Konzertreisen hatte sie insbesondere in den sozialistischen Staaten des Ostblocks (Tschechoslowakei, Polen u. a.), aber auch in der Bundesrepublik. Als erste DDR-Sängerin gastierte sie 1958 in England. Sie interpretierte unter dem Händelspezialisten James S. Hall L’Allegro, il Penseroso ed il Moderato in englischer Sprache. Im Jahr 1959 erhielt sie von der Royal Musical Association eine Einladung zum Londoner „Purcell-Händel-Fest“. Noch im Sommer 1961 begleitete sie ihren Mann zu den Bayreuther Festspielen. Dort traf sie auf den neomarxistischen Philosophen Ernst Bloch, der sie über seinen Verbleib in der BRD informierte. Nach dem Bau der innerdeutschen Grenze im August 1961 wurden auch ihre Reiseprivilegien beschnitten. Im Dezember 1962 durfte sie noch im DDR-Kulturzentrum Helsinki im neutralen Finnland auftreten.
Kammermusikalische Programme setzte Fischer mit ihrem Mann, dem Violinisten Horst Sannemüller, und dem Pianisten Robert Köbler um. So gab sie im Rahmen der traditionsreichen Konzertreihe „Stunde der Musik“ Liederabende. Neueres Liedgut interpretierte sie u. a. von Ernst Hermann Meyer, Fritz Geißler, Heinz Krause-Graumnitz, Leo Spies und Gerhard Wohlgemuth. Mit dem Komponisten Walter Draeger war Fischer eng befreundet. Dieser widmete ihr u. a. seine Franck-Lieder. Im Jahr 1955 sang sie Draegers Orchesterlieder Darin und Damon beim Eröffnungskonzert der ersten Hallischen Musiktage.
Fischer war an mehreren Rundfunk- und Schallplattenaufnahmen, erschienen beim Plattenlabel Eterna, beteiligt. Zu nennen sind u. a. die Gesamtaufnahme von 1958 der Händel-Oper Poros mit dem Händelfestspielorchester Halle unter Horst-Tanu Margraf und die Aufnahme von 1964 der Suite aus der Oper Lady Macbeth von Mzensk von Dmitri Schostakowitsch mit der Dresdner Philharmonie unter Carl von Garaguly.

## Auszeichnungen
- Während eines Gastspiels 1956 an der Hamburgischen Staatsoper mit Händels Poros[25] wurde ihr durch den stellvertretenden Minister für Kultur Hans Pischner der Ehrentitel eines Kammersängers verliehen.[39]
- Sie erhielt 1959 den erstmals verliehenen Händelpreis des Bezirkes Halle.[11][6]
- Außerdem war sie Rezipientin des Kunstpreises der Stadt Halle in Gold.[4]
- Im „Kollektiv der Händel-Festspiele“ wurde sie 1959 mit dem Nationalpreis der DDR für Kunst und Literatur, II. Klasse ausgezeichnet.[11][6]
- Ferner war sie Trägerin des Ordens Banner der Arbeit[42] und des Vaterländischen Verdienstordens[7], die sie beide 1979 erhielt.[39]
- 1985 wurde sie auf dem V. Kongreß des Verbandes der Theaterschaffenden der DDR zum Ehrenmitglied ernannt.[55]
- Darüber hinaus wurden ihr weitere in- und ausländische Ehrenmitgliedschaften zuteil: der Georg-Friedrich-Händel-Gesellschaft Halle,[27][56] des Landestheaters Halle[18] und der Deal and Walmer Handelian Society (England).[4]

## Diskographie
- als Mahamaya in: Georg Friedrich Händel: Oper „Poros“ (deutsch), HWV 28, mit Günter Leib, Werner Enders, Margarete Herzberg, Hellmuth Kaphan, Händel-Festspielorchester Halle, Dirigent Horst-Tanu Margraf, aufgenommen 7/1958, veröffentlicht bei Eterna 1958 (8 20 771) / Berlin Classics 1998 (0093742BC).
- Dmitri Schostakowitsch: Suite aus der Oper „Lady Macbeth von Mzensk“, Dresdner Philharmonie, Dirigent Carl von Garaguly, Eterna 1964 (8 20 476).